# Елинор Портър
Елинор Портър (на английски: Eleanor Porter) е американска писателка на произведения в жанра драма и детска литература.

## Биография и творчество
Елинор Емили Ходжман Портър е родена на 19 декември 1868 г. в Литълтън, Ню Хемпшир, САЩ, в заможно семейство. Като дете боледува често и затова се обучава с частни учители. Показва артистични заложби – има хубав глас и проявява интерес към литературата. След като здравето ѝ укрепва, завършва Консерваторията в Нова Англия.
През 1892 г. се омъжва за бизнесмена Джон Лиман Портър и се преместват в Масачузетс. Там започва да пише.
Първата ѝ книга, „Cross Currents“, е публикувана през 1907 г. В периода 1911 – 1914 г. е издадена трилогията ѝ за юноши „Мисис Били“.
Големият ѝ успех идва през 1913 г., когато е публикуван романът ѝ „Полиана“. Образът на лъчезарното момиченце Полиана става популярен, а книгата – бестселър. Многократно е драматизирана и филмирана. Заради големия интерес издателите принуждават Портър да напише и продължение.
Елинор Портър умира на 21 май 1920 г. в Кеймбридж, Масачузетс.

## Произведения

### Самостоятелни романи
- The Story of Marco (1911)
- Six Star Ranch (1913)
- Just David (1916)
- The Road to Understanding (1917)
- Oh, Money! Money! (1918)
- Dawn (1919)
- Keith's Dark Tower (1919)
- The Tangled Threads (1919)
- The Tie That Binds (1919)
- Mary Marie (1920)
- Sister Sue (1920)
- Money, Love and Kate (1923)

### Серия „Маргарет“ (Margaret)
1. Cross Currents (1907)
2. The Turn of the Tide (1908)

### Серия „Мисис Били“ (Miss Billy)
1. Miss Billy (1911)
2. Miss Billie's Decision (1912)
3. Miss Billy Married (1914)

### Серия „Полиана“ (Pollyanna)
1. Pollyanna (1913)
Полиана, изд.: ИК „Пан“, София (1999, 2011), прев. Красимира Абаджиева
2. Pollyana Grows Up (1915)

### Сборници
- Hustler Joe (1924)
- Little Pardner (1926)
- Just Mother (1927)

### Екранизации
- 1919 Dawn
- 1920 Pollyanna
- 1952 Has Anybody Seen My Gal
- 1958 Pollyana Moça – ТВ сериал
- 1960 Pollyanna
- 1963, 1982 – 1989 Disneyland – ТВ сериал, 5 епизода
- 1971 Hayat sevince güzel – по „Полиана“
- 1973 Pollyanna – ТВ сериал, 6 епизода
- 1982 Anthropoi kai koukles – ТВ сериал, по „Полиана“
- 1990 Polly: Comin' Home! – по „Полиана“
- 2003 Pollyanna – ТВ филм
- 2018 As Aventuras de Poliana – ТВ сериал